# Léon Jongen
Marie Victor Justin Léon Jongen (født 2. marts 1884 i Liege - død 18. november 1969 i Brussel, Belgien) var en belgisk komponist, pianist, organist, dirigent og lærer.
Léon der er bror til Joseph Jongen, startede sin karriere som pianist og dirigent.
Han studerede orgel og komposition på Liege Musikkonservatorium .
Jongen har skrevet en symfoni, en violinkoncert, orkesterværker, balletmusik etc. Han var lærer og dirigent på det Kongelige Musikkonservatorium i Brussel (1934-1949), og blev senere rektor.
Jongen var inspireret af Cesar Franck og den romantiske skole i Frankrig.

## Udvalgte værker
- Symfoni (19?) - for orkester
- Symfonisk studie (1908) - for orkester
- Malaisie (1935) - for orkester
- Venezuela (1936) - for kammerorkester
- Violinkoncert (1963) - for violin og orkester
- Belgisk rapsodi (1948) - for violin og orkester
- Musik til en ballet (1954) - ballet